# Hürth
Hürth est une ville allemande, située près du Rhin dans le sud du land de Rhénanie-du-Nord-Westphalie, dans l'arrondissement de Rhin-Erft et le district de Cologne, à 9 km au sud-ouest de la ville de Cologne.

## Géographie
Hürth est située au sud-ouest de Cologne, dans le nord-est du massif de Ville et fait partie du Parc naturel de Rhénanie.

## Histoire
| Appartenances historiques Duché de Brabant 1183-1430 Pays-Bas bourguignons 1430-1482 Pays-Bas des Habsbourg 1482-1556 Pays-Bas espagnols 1556-1713 Pays-Bas autrichiens 1713-1797 République cisrhénane (Roer) 1797-1802 République française (Roer) 1802-1804 Empire français (Roer) 1804-1815 Royaume de Prusse (Province de Juliers-Clèves-Berg) 1815-1822 Royaume de Prusse (Province de Rhénanie) 1822-1918 Empire allemand 1871-1918 République de Weimar 1918-1933 Reich allemand 1933-1945 Allemagne occupée 1945-1949 Allemagne de l'Ouest 1949–1990 Allemagne 1990-présent |

Les premières traces de peuplement sur le site de Hürth sont antérieures à l'époque romaine. La ville a conservé un précieux patrimoine des époques romaine et franque. Parmi cet héritage, la curiosité archéologique la plus surprenante est peut-être les restes de l'aqueduc de l'Eifel, un des plus longs aqueducs de l'Empire romain, approvisionnant Cologne en eau.
Vers la fin du Moyen Âge et au début de la Renaissance, la région est partagée entre l'électorat de Cologne et le duché de Juliers. La zone de Hürth fait partie du duché de Brabant, sous l'autorité des Fauquemont et appartint donc à l'Espagne, puis plus tard aux Pays-Bas autrichiens.
Lors de l'occupation de la Rhénanie par les troupes françaises, en 1797, deux municipalités furent créées sur le secteur de la ville actuelle de Hürth : Hürth et Efferen.

## Économie

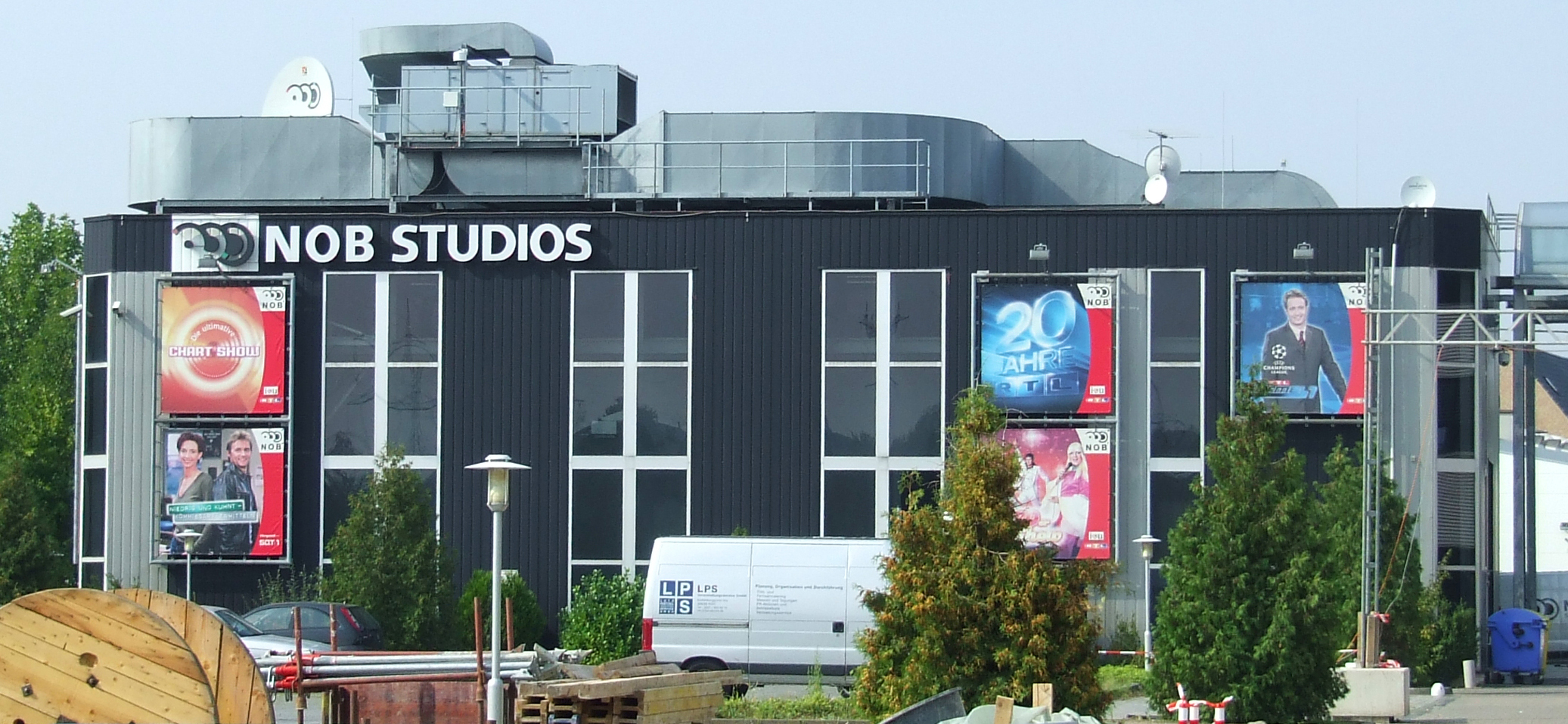
Un studio à Hürth.

Hürth était autrefois un centre important de l'industrie minière avec l'extraction de lignite. Elle a dû faire face, après 1988 à la fin de cette exploitation et à la nécessité d'une reconversion industrielle qu'elle semble avoir réussie.
Dans des zones industrielles nouvelles, s'est constitué un tissu de petites et moyennes entreprises performantes. Des sociétés innovantes se sont installées dans le parc chimique et dans la technopole de Knapsack. La ville est aussi, avec ses trente studios de télévision, un important centre de la production audiovisuelle allemande.

## Administration

### Quartiers
Hürth est divisée en douze quartiers :
- Alstädten-Burbach
- Alt-Hürth
- Berrenrath
- Efferen
- Fischenich
- Gleuel
- Hermülheim
- Kalscheuren
- Kendenich
- Knapsack
- Sielsdorf
- Stotzheim

## Enseignement

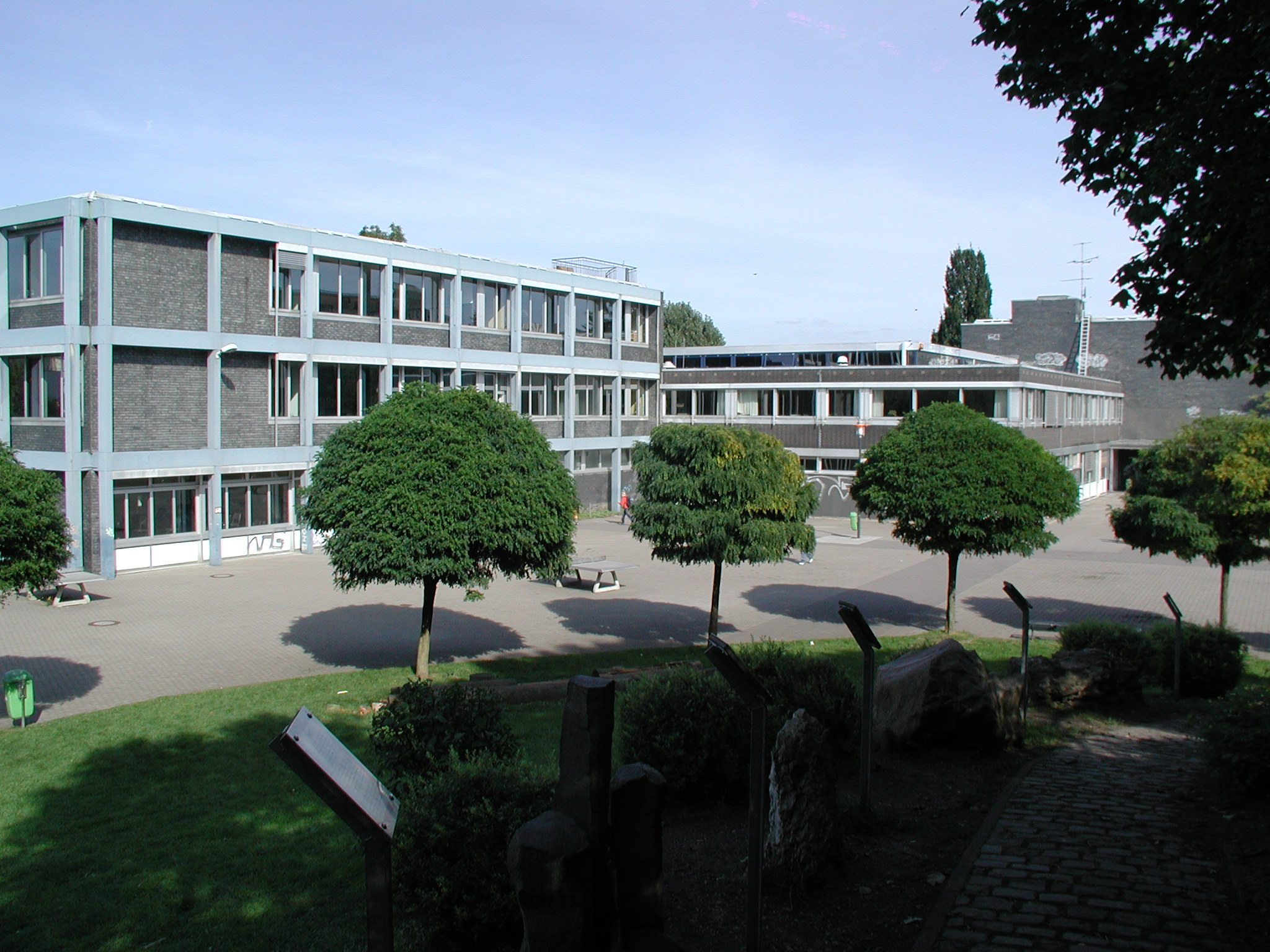
Le lycée Ernst Mach dans le quartier d'Hermulheim.

### Monuments
- Église Saint-Martin (Pfarrkirche St. Martinus), église catholique néo-gothique.
- Château fort de Kendenich
- Château fort d'Efferen
- Château fort de Gleuel
- Château fort de Fischenich (en ruines), datant des XIIe / XIIIe siècles, un des témoignages les plus importants de l'architecture militaire féodale du haut Moyen Âge en Rhénanie.

### Installation 4101, tour 93 - seul pylône électrique jamais équipé d'un pont d'observation

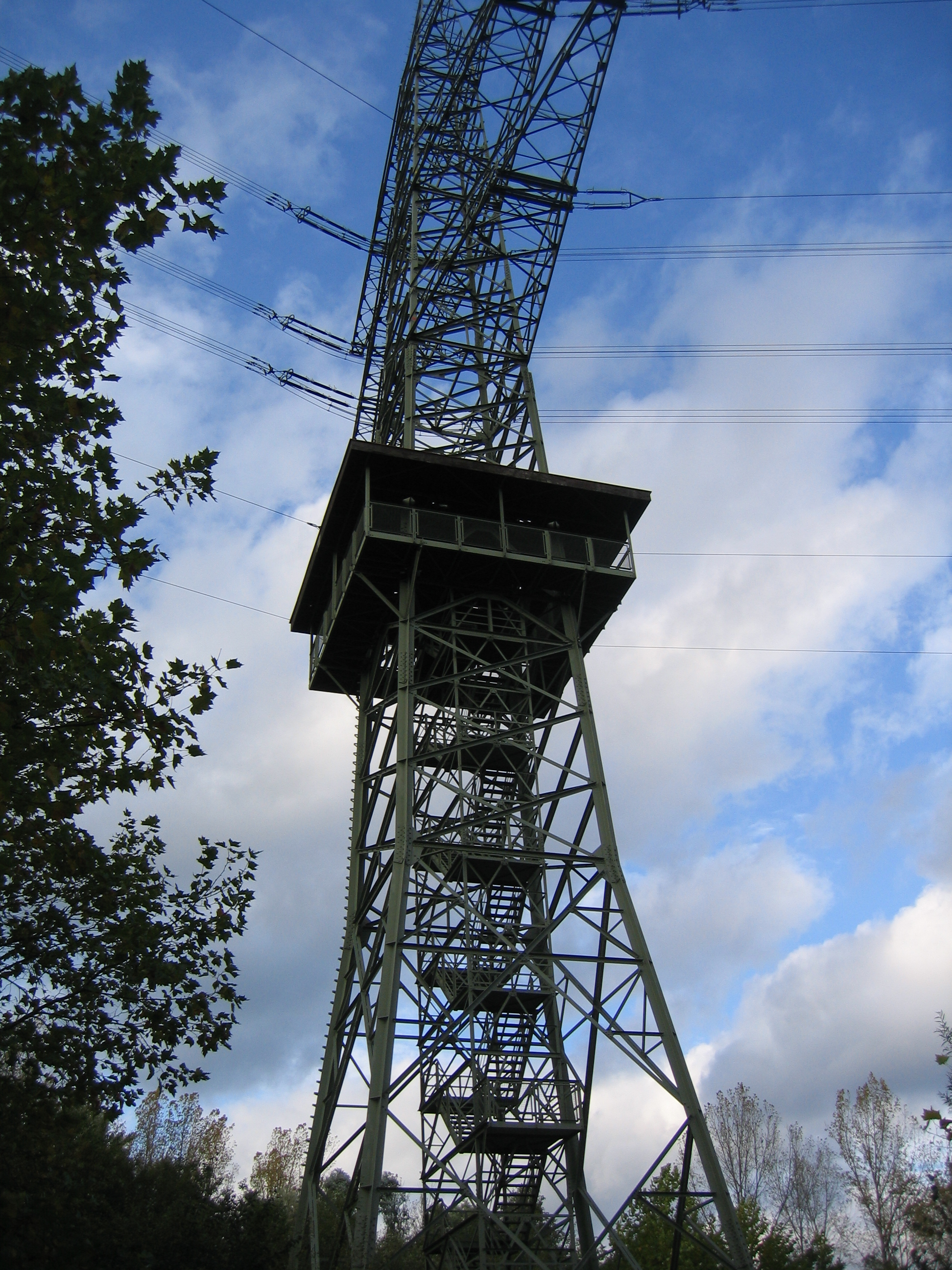
Installation 4101, tour 93 avec plate-forme d'observation en 2005.
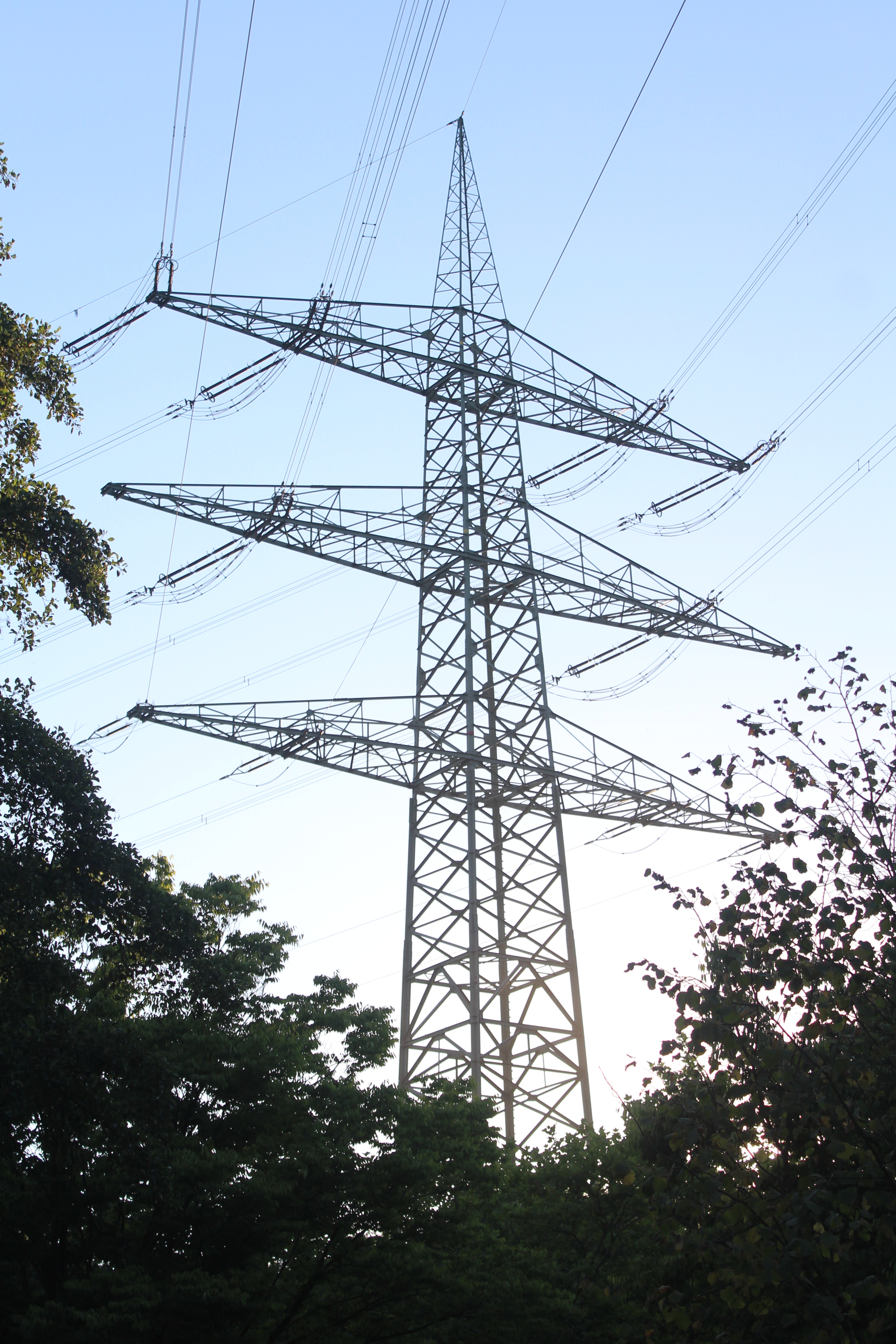
Partie supérieure de l'installation 4101, tour 93. À l'endroit où l'on peut voir la structure en treillis en forme de « v » inversé dans le corps du pylône, il y avait autrefois le pont d'observation.

La tour 93 de l'installation 4101, située au nord de Bleibtreusee à 50°50′52.57″N 6°51′32.54″E, est un pylône électrique de 74,84 mètres de haut, capable de porter quatre circuits de 380 kV, qui a été construit en 1975 comme filtre pour la ligne à double circuit de 380 kV Oberzier-Sechtem. En 1977, un pont d'observation public couvert, accessible par un escalier au centre du pylône, a été installé à une hauteur de 27 mètres sur ce pylône, qui était selon toute probabilité le seul pont d'observation jamais installé sur un pylône électrique. En 2002, deux circuits de courant alternatif monophasé de la ligne 110 kV Cologne-Sindorf utilisée par la compagnie ferroviaire allemande, DB AG, ont été installés sur sa traverse la plus basse.
En 2010, la plate-forme d'observation, y compris l'escalier, a été retirée, après des actes de vandalisme répétés, qui ont également concerné des parties importantes pour l'intégrité du pylône. Aujourd'hui, seule une plaque de béton entre ses pieds et un motif en forme de "v" inversé dans sa structure en treillis rappellent l'ancienne plate-forme d'observation.

### Liens
- « Drawings of Tower 93 of Facility 4101 », sur skyscraperpage.com (consulté le 25 décembre 2023)
- https://www.emporis.com/buildings/1521544/anlage-4101-mast-93-huerth-germany

### Culture

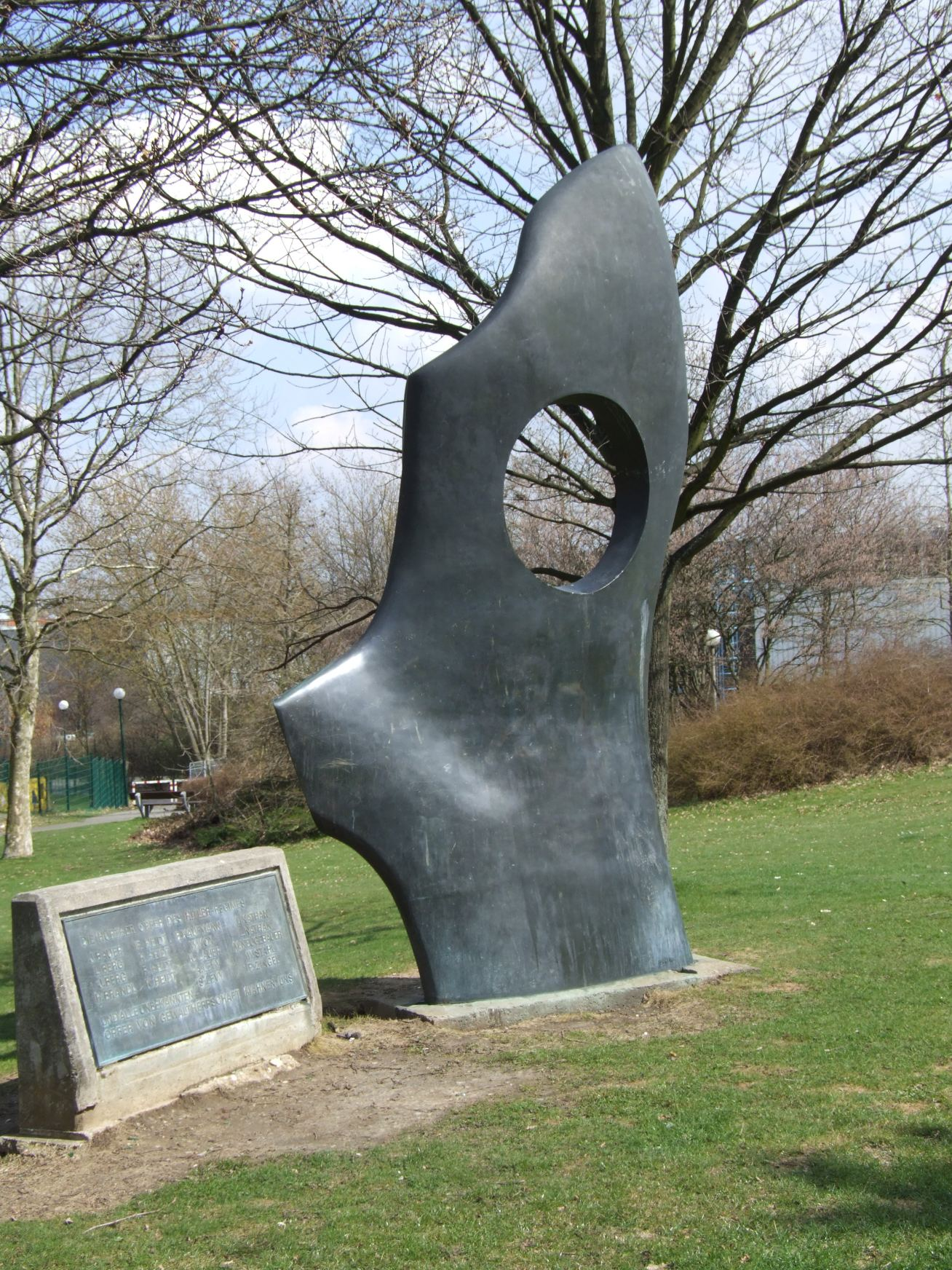
« Der Schrei », œuvre d'Hubert Bruhs.

Hürth possède une œuvre du sculpteur allemand Hubert Bruhs (1922-2005), « Der Schrei », réalisée pour rendre hommage aux victimes du nazisme. Elle est exposée dans un parc.

## Personnalités nées à Hürth
- Ferdinand von Lüninck (1755-1825), abbé de Corvey (1794-1802), puis évêque de Münster (1820-1825).
- Gerhard Hubert Balg (1852-1933), philologue, germaniste et latiniste américain d'origine allemande.
- Paul Henckels (1885-1967), acteur.
- Josef Metternich (1915-2005), chanteur d'opéra.
- Wilhelm Hoffsümmer (° 1941), prêtre et écrivain pour la jeunesse, auteur du livre Wir freuen uns auf die Predigt, publié en 1984 et vendu à plus de 1,1 million d'exemplaires[1].
- Klaus Lennartz (° 1944), homme politique, député au Bundestag.
- Michael Schumacher (1969) pilote de Formule 1, détenteur de sept titres de champion du monde.
- Ulf Heppekausen (° 1969), juriste, historien du droit, auteur du livre Les Statuts de Cologne de 1437 (Die Kölner Statuten von 1437)[2].
- Joachim Frenz (° 1969), photographe.
- Reinhard Kleist (° 1970), auteur de bandes dessinées.
- Christophe Kamps (° 1973), économiste.
- Ralf Schumacher (° 1975), pilote de Formule 1.

## Jumelages[3]
- Argelès-sur-Mer (France) depuis 1988 ;
- Kabarnet (Kenya) depuis 1988 ;
- Skawina (Pologne) depuis 1996 ;
- Spijkenisse (Pays-Bas) depuis 1966 ;
- Thetford (Royaume-Uni) depuis 1966 ;
- Burhaniye (Turquie) depuis 2011;
- Schönefeld (Allemagne).